# FIDE Online Arena
FIDE Online Arena — официальная игровая платформа международной шахматной федерации (ФИДЕ), единственная онлайн-платформа для игры в шахматы, позволяющая получить официальное звание и официальные рейтинги онлайн, признанные ФИДЕ.

## Описание
FIDE Online Arena является продуктом компании World Chess, которая была основана в 2012 году Ильей Мерензоном. World Chess является долгосрочным коммерческим партнером ФИДЕ и владеет эксклюзивными правами на официальную платформу онлайн-шахмат ФИДЕ, коммерческими правами на серию Гран-при ФИДЕ, а также на ее фирменные продукты, включая серию Armageddon.
Основной функцией сайта является игра в шахматы онлайн. Также на сайте присутствуют ежемесячные мастер-классы от именитых шахматистов, возможность решения задач, игра против искусственного интеллекта и подбор персонального тренера.
FIDE Online Arena является единственной онлайн-платформой для игры в шахматы с возможностью получения титула (FOA), разработанного ФИДЕ для онлайн-игроков. Возможно выполнение следующих званий:
- Arena Grandmaster (AGM) — рейтинг 2000; игрок должен поддерживать рейтинг на уровне или выше 2000 в течение 50 игр с контролем времени Rapid или 100 игр в Blitz или 150 игр в Bullet, чтобы претендовать на онлайн-титул.
- Arena International Master (AIM) — рейтинг 1700; игрок должен поддерживать рейтинг на уровне или выше 1700 в течение 50 игр с контролем времени Rapid или 100 игр в Blitz или 150 игр в Bullet, чтобы претендовать на онлайн-титул.
- Arena FIDE Master (AFM) — рейтинг 1400; игрок должен поддерживать рейтинг на уровне или выше 1400 в течение 50 игр с контролем времени Rapid или 100 игр в Blitz или 150 игр в Bullet, чтобы претендовать на онлайн-титул.
- Arena Candidate Master (ACM) — рейтинг 1100; Чтобы претендовать на онлайн-титул, игрок должен поддерживать рейтинг на уровне 1100 или выше в течение 50 игр в режиме Rapid Time Control или 100 игр в режиме Blitz или 150 игр в режиме Bullet.

Только игроки с активной подпиской на FIDE Online Arena имеют право на получение онлайн-титулов, признанных ФИДЕ.

## Развитие сайта

### 2023 год
Запуск Arena 2.0 в октябре, по заявлению World Chess обновление сайта стало возможно благодаря значительным инвестициям.

### 2024 год
Запущена серия турниров Swiss Queens Wednesday Series. Это еженедельное шахматное мероприятие, проходящее каждую среду, организованное ФИДЕ и World Chess для развития женских шахмат. В соревновании могут принимать участие только шахматистки, имеющие звание FOA или ФИДЕ. Турнир проводится по швейцарской системе жеребьёвки с контролем времени 3+1 блиц и является аналогом серии турниров «Титульный вторник», проводимые шахматным сайтом Chess.com. Призовой фонд каждого турнира составляет одну тысячу долларов США.

После окончания матча Владимира Крамника и Хосе Мартинеса стало известно, что FIDE Online Arena станет новой платформой для проведения матч-реванша, который прошёл с 19 по 21 августа 2024 года. Призовой фонд составил 20 000 евро. После игр, одержавший победу в матче экс-чемпион мира Владимир Крамник отметил в интервью работоспособность сайта:
«Я заметил, что в этот раз онлайн-часть работала идеально — без задержек, без ошибок и без проблем с честной игрой»
Чтобы обеспечить честность соревнований, World Chess наняла Pinkerton, старейшее в мире детективное агентство, для надзора за мероприятием.